# Gallia (revista)

Gallia es una publicación francesa de arqueología, fundada en 1943 por el entonces profesor titular del Collège de France, Albert Grenie. Fue una de las primeras revistas creadas dentro de Éditions du CNRS . Su subtítulo original era Excavaciones y monumentos arqueológicos en la Francia metropolitana (Fouilles et monuments archéologiques en France métropolitaine). Posteriormente, en 1995, este pasó a ser Arqueología de la antigua Francia (Archéologie de la France antique) y luego, en 2015, Arqueología de las Galias (Archéologie des Gaules).
La revista publica fichas y artículos acerca de los lugares,  monumentos y los descubrimientos arqueológicos más importantes realizados en la Galia (Francia metropolitana y países vecinos), es decir, las provincias romanas de las tres Galias (Lyonnaise, Aquitania, Bélgica), la Narbonnaise, las Alemanias, así como los territorios inmediatamente vecinos. Abarca la Protohistoria desde la Primera Edad del Hierro, la Antigüedad y la Antigüedad tardía hasta el final de los reinos merovingios, es decir, el período comprendido entre el 800 a. C. y 800 d. C.

## Historia
Desde 1943, la revista  tenía como misión publicar los resultados de investigaciones y excavaciones más importantes en el ámbito de la arqueología en Francia, desde la Prehistoria hasta la Antigüedad tardía. En esta época, la publicación estaba profundamente influenciada por la arqueología nazi.
En 1956 se produjo una escisión en la revista, separando los campos de la historia y la prehistoria. Esta última sería el ámbito de una nueva revista, Gallia Préhistoire, que a su vez se convertiría en la revista de referencia de es período. Desde 2016, la revista se publica de forma continua y con acceso abierto en la plataforma OpenEdition Journals.  Un volumen anual reúne todos los artículos publicados durante el año.
Producto de la aceleración de las excavaciones y de los descubrimientos aquerológicos, en 1987 tuvo lugar a la creación de una tercera revista, Gallia Informations, Arqueología de las Regiones, lanzada por el CNRS y la subdirección de Arqueología del Ministerio de Cultura francés. Esta nueva publicación fue editada en papel de 1987 a 1997, luego en CD-ROM de 1997 a 2003, finalmente, a partir de esta fecha, se puso en línea, convirtiéndose en Archéologie de la France-Informations  (AdlFI). Concebida como una coedición entre el Ministerio de Cultura (subdirección de Arqueología), el CNRS y el Institut national de recherches archéologiques préventives (INRAP), la AdlFI es una publicación en línea destinada a difundir información científica sobre las investigaciones arqueológicas realizadas en Francia de forma libre y continua.

## Política editorial
En más de medio siglo de existencia, la política editorial de Gallia ha evolucionado considerablemente para adaptarse a las nuevas orientaciones que sigue la investigación y al lugar específico que ocupa dentro del panorama editorial francés dedicado a la arqueología.
Gallia promueve la publicación de resúmenes relacionados con investigaciones y expediciones de campo o descubrimientos importantes a nivel nacional e internacional, así como temas de investigación que conducen a desarrollos innovadores en el ámbito arqueológico.
Desde 1995, Gallia publica fichas temáticas con el fin de estimular a la comunidad arqueológica y actualizar sobre temas de interés general. Una parte importante de sus páginas está dedicada a estas comisiones científicas, que también tienen como objeto ofrecer nuevos campos de investigación a los investigadores.
Gallia es un centro de revistas propias del CNRS, abierto a investigadores de este organismo de investigación, pero también a corresponsales de instituciones nacionales e internacionales que realizan investigaciones arqueológicas en el territorio metropolitano o en el área gala. El equipo editorial está alojado en la MSH-Mondes de Nanterre.
Desde diciembre de 2018, los números publicados a partir de 2010 se han volcado gradualmente al Acceso Abierto en el portal OpenEdition Journals. Los volúmenes publicados desde la fundación de la revista hasta 2009 están disponibles en el portal Persée. A partir de enero de 2021, los suplementos publicados desde 2009 se publican en el portal OpenEdition Books. 
Su actual director es Martial Monteil, profesor de arqueología romana en la Universidad de Nantes.

## Directores
Desde su fundación en 1943, siete investigadores han dirigido la revista: 
- 1943-1961: Albert Grenier
- 1961-1985: Paul-Marie Duval
- 1986-1993: Christian Goudineau
- 1994-1999: Fanette Laubenheimer
- 2000-2007: Paul Van Ossel
- 2008-2015: William Van Andringa
- Desde 2015: Marcial Monteil